# Hans Krebs (general)
Hans Krebs (Helmstedt, Imperio alemán; 4 de marzo de 1898 - Berlín, Alemania; 2 de mayo de 1945) fue un general de Infantería durante el III Reich.

## Biografía
Hans Krebs nació en Helmstedt. En 1914, ingresó como oficial de carrera de infantería en el Ejército Imperial Alemán. Ya en 1915, fue ascendido a teniente.
El 29 de abril de 1920, Krebs se casó con Ilse Wittkop. En 1921, nació su hija Ana María y en 1925 su segunda hija Lieselotte.
En 1925, fue ascendido a teniente primero. A lo largo de su carrera militar ocupó importantes destinos en los  Estados Mayores de diferentes unidades, hasta alcanzar el grado de General de Infantería diplomado en Estado Mayor.
Entre 1936 y 1939, fue agregado militar en Moscú, por lo que hablaba un ruso fluido.
En el año 1939, fue promovido a Jefe del Estado Mayor de la VII Compañía. En 1942, sirvió en el frente oriental con el IX Ejército. En 1943, fue nombrado Jefe del Estado Mayor del Ejército en el frente oriental y, en 1944, transferido al frente occidental para intentar detener el avance aliado tras el desembarco de Normandía. Después, regresó a Berlín para integrarse en el Estado Mayor del Ejército (OKH).
Siempre formó parte del grupo de generales en quienes Hitler más confiaba, y Krebs le fue leal hasta el final. Una de sus últimas misiones, tras la muerte de Adolf Hitler, fue acudir a negociar infructuosamente un tratado de paz con las fuerzas soviéticas que asediaban Berlín. Al día siguiente, el 2 de mayo de 1945, se suicidó en el búnker de la cancillería junto con su colega Wilhelm Burgdorf. Los cadáveres fueron hallados por un operador de radio un momento después de su muerte.
Hans Krebs junto a Wilhelm Burgdorf, Joseph Goebbels y Martin Bormann atestiguaron y firmaron la última voluntad y testamento de Adolf Hitler.
Tras la caída de Berlín, su cuerpo junto con el de Burgdorf, Hitler, Eva Braun, el perro Blondi y los de Eva, Joseph Goebbels, su esposa Magda y sus seis hijos, fueron inicialmente enterrados en un bosque en Brandeburgo el 3 de junio de 1945, pero posteriormente fueron trasladados al complejo del SMERSH —departamento de contrainteligencia de la Unión Soviética— en Magdeburgo y enterrados en los jardines. El 4 de abril de 1970, un equipo del KGB soviético con planos detallados de la ubicación de las tumbas exhumó en secreto cinco cajas de madera con lo que quedaba de los cuerpos, incineraron y machacaron los restos y arrojaron las cenizas al río Biederitz, afluente del cercano río Elba.

## Interpretaciones en los medios
Hans Krebs fue interpretado por los siguientes actores en películas y televisión:
- Barry Jackson en la película The Bunker (1981), basada en el libro homónimo de James O'Donell.
- Rolf Kanies en el film Der Untergang (2004), que muestra los diez últimos días de las personas que acompañaban a Adolf Hitler en el Führerbunker, quienes se quedaron con él en Berlín mientras el Ejército Rojo proseguía su cerco a la ciudad.